# Les Israélites recueillant la manne dans le désert
Les Israélites recueillant la manne dans le désert, ou La Récolte de la manne, est un tableau de Nicolas Poussin datant de 1637 à 1639.

## Historique de l'œuvre
La Récolte de la manne est le premier tableau peint par Poussin pour son mécène Paul Fréart de Chantelou.
Il indique dans une lettre qu'il en demandera 200 écus, tout en estimant sa valeur à 300 écus.
Le tableau a également appartenu à Nicolas Fouquet avant de passer dans les collections de Louis XIV, probablement dès 1661,. Le tableau porte le numéro 361 dans l'inventaire de la collection des tableaux de Louis XIV dressé par Le Brun en 1683. Conservé dans le vestibule du petit appartement du roi au château de Versailles, il est exposé au musée du Luxembourg au 18e siècle (no 7 du catalogue de 1777), puis au musée du Louvre dès 1793.
À l'origine, le tableau mesurait 1,30 m par 2,31 m : il a été coupé sur les côtés et agrandi par deux bandes horizontales en haut et en bas.
Poussin a recommandé à son commanditaire d'entourer la toile d'un cadre doré d'or mat et simple « afin qu'en le considérant en toutes ses parties les rayons de l'œil soient retenus et non point épars au dehors en recevant les espèces des autres objets voisins qui venant pêle-mêle, avec les choses dépenses confondent le jour ». Le tableau est aujourd'hui présenté dans un cadre richement orné, comme la plupart des tableaux environnants.

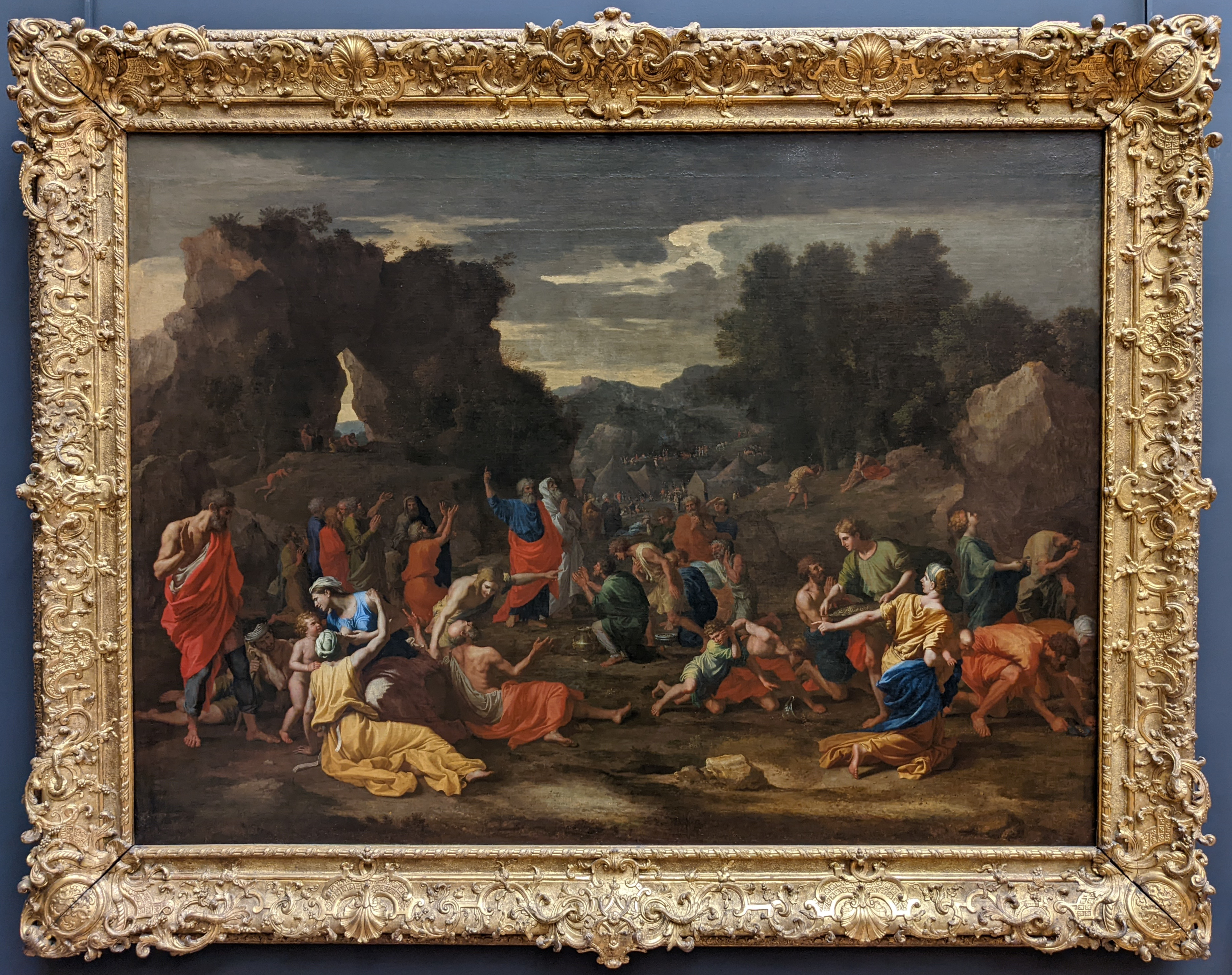
La Récolte de la manne, avec le cadre

## Description
Le tableau représente l'épisode de la récolte de la manne décrite par le livre de l'Exode : afin de nourrir les Hébreux dans le désert, Dieu fait apparaître chaque matin sur le sol une substance granuleuse (Ex 16,14).
La composition montre au premier plan le peuple hébreu, dans lequel on peut reconnaître plusieurs groupes. Au second plan, un paysage dans l'ensemble nuageux laisse apercevoir la lumière du matin à l'horizon.

## Analyse

### Présentation du tableau par Poussin
Poussin a résumé son intention dans une lettre écrite à Jacques Stella, peintre et collectionneur : « J'ai trouvé une certaine distribution pour le tableau de M. Chantelou, et certaines attitudes naturelles, qui font voir dans le peuple juif la misère et la faim où il était réduit, et aussi la joye et l'allégresse où il se trouve, l'admiration dont il est touché, le respect et la révérence qu'il a pour son législateur, avec un mélange de femmes, d'enfants et d'hommes, d'âges et de tempéraments différents, choses, comme je crois, qui ne déplairont pas à ceux qui les sauront bien lire ».

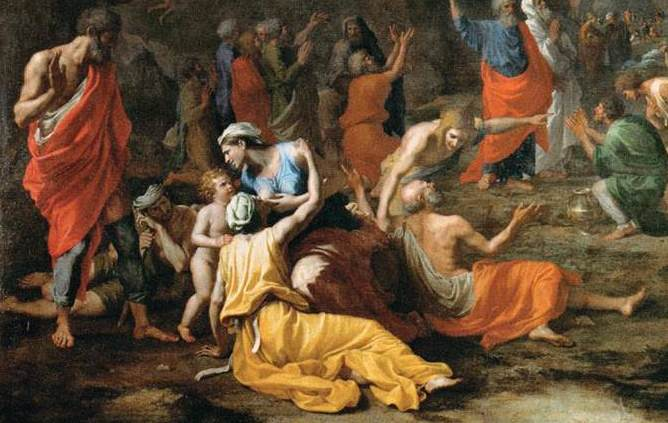
Les sept personnages de gauche

Dans la lettre qui accompagne l'envoi du tableau, Poussin donne des indications à Chantelou sur la manière de comprendre le tableau : « lisez l'histoire et le tableau, afin de connaître si chaque chose est appropriée au sujet », qu'il illustre par une description de certains personnages. Les sept figures de gauche résument ainsi l'ensemble des « mouvements des figures » : de gauche à droite, un homme debout « admire », un personnage allongé « languit », une femme fait « action de charité » en donnant le sein à une vieille femme qui est en « grande nécessité » et tout en apaisant un enfant qui a « désir de se repaître » , enfin un jeune homme debout « a pitié » d'un homme allongé qui a besoin de « consolation ».

### La composition du tableau analysée par la postérité
Dans une conférence donnée le 5 novembre 1667 devant l'Académie, le peintre Le Brun, grand admirateur de Poussin qu'il avait fréquenté à Rome dans sa jeunesse, oppose à ce groupe de gauche celui de droite, dont les personnages s'emparent de la manne, libérant un espace central vide qui permet de mettre en évidence, au second plan, les figures de Moïse et Aaron. Ces groupes correspondent en fait à des moments non strictement simultanés : le peintre, qui ne peut représenter une succession d'événements comme l'historien, dispose à gauche l'état de nécessité du peuple afin de faire comprendre la portée du miracle de la manne par laquelle, à droite, ce peuple est rassasié.
Denis Diderot, dans le Salon de 1767, distingue également les parties gauche et droite du tableau afin d'illustrer une théorie du « groupe » en peinture : la femme, sa mère qui la tète et son fils qui est consolé par elle forment un groupe parce que ces trois figures sont liées par une action commune, ce qui n'est pas le cas des figures situées à droite qui ramassent la manne ou s'en nourrissent sans avoir de lien les unes avec les autres.
Louis Marin décèle une organisation verticale du tableau : alors que le premier plan, celui de l'histoire, oppose la misère et la faim, à gauche, et l'avidité à droite, la leçon morale et religieuse est donnée au second plan, où, de même, se font face le groupe des Anciens qui remercient Dieu à gauche et celui des cupides qui, à droite, accumulent la manne. Au dernier plan, enfin, le rocher-arche de gauche marque la gloire de Dieu par opposition à la forêt sombre. De même Mickaël Szanto voit-il dans ce rocher percé, devant lequel se tient un homme plongé dans la méditation, une évocation du salut et de la grâce divine, à laquelle mène le chemin de la contrition et des vertus, notamment les trois vertus théologales représentées dans la partie gauche par les personnages aux bras écartés (espérance) ou aux mains jointes (foi) et par la femme faisant acte de charité .
La composition du tableau n'a pas été exempte de critiques. En 1850, le critique d'art Charles Clément, tout en considérant le tableau comme une œuvre majeure, se demande pourquoi Poussin a rejeté au second plan, par une « transformation fâcheuse », les figures de Moïse et d'Aaron, car « c’est bien là, autour de Moïse, qu’est le tableau, et que la pensée du miracle est bien la grande pensée, la pensée poétique qui devait le dominer ».

### Les sources d'inspiration
Les figures, prises individuellement, semblent modelées sur des statues. Dans sa conférence, Le Brun va jusqu'à indiquer de quelles statues antiques se serait inspiré Poussin pour la plupart des figures du premier plan : par exemple le groupe du Laocoon pour le vieillard debout à gauche et le plus jeune des hommes se battant au centre, une figure de Niobé pour la femme qui donne le sein à sa mère, la statue de Sénèque mourant pour le vieillard couché derrière elles, l'Antinoüs du Belvédère pour le jeune homme qui parle à celui-ci.

Modèles antiques de la Manne, selon Le Brun
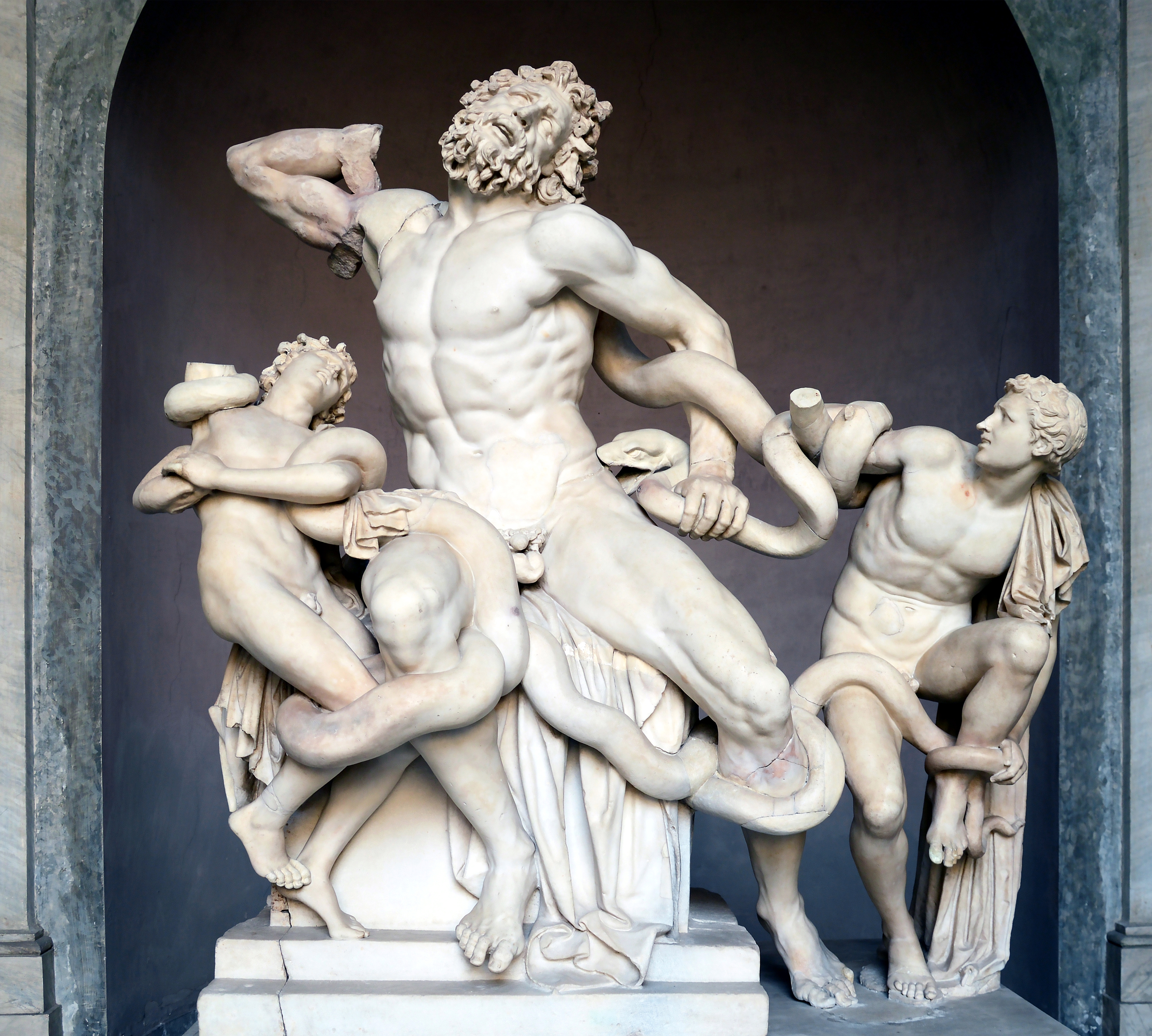
Le groupe du Laocoon
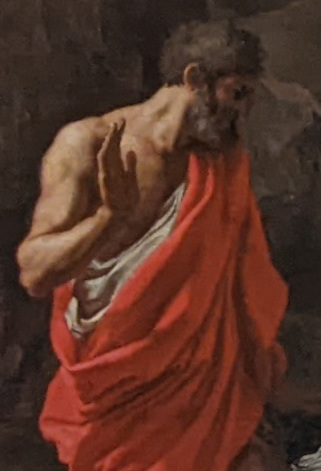
Le vieil homme à gauche
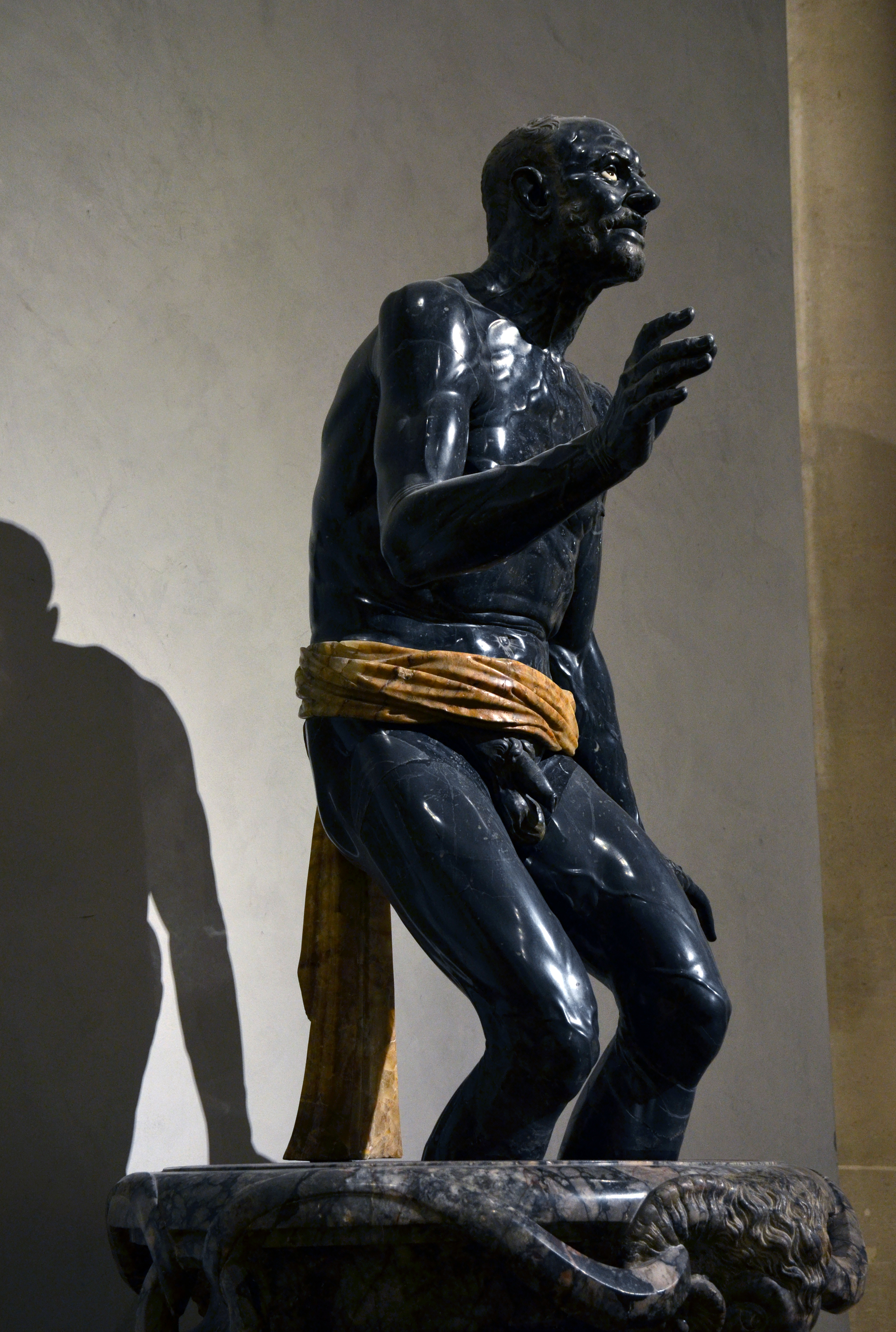
Sénèque mourant
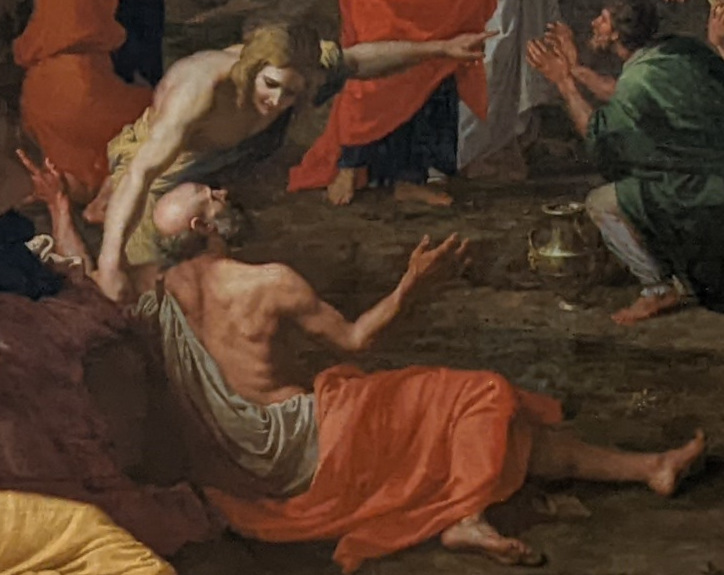
Le vieil homme allongé et le jeune homme parlant avec lui

### Poussin et le thème de laManne
Le thème de la Manne a été abondamment représenté dans l'art occidental et s'inscrit dans une série de tableaux consacrés par Poussin à la vie de Moïse au cours des années.
Poussin se distingue toutefois de la tradition sur plusieurs points. Alors que Moïse est souvent représenté avec des cornes, à la suite d'une erreur de traduction de saint Jérôme, et un bâton, Poussin le représente sans cornes ni bâton. De même, alors que les tableaux figurant la Manne font souvent de celle-ci une sorte de neige tombant du ciel à gros flocons, il montre les Hébreux récoltant la Manne sur le sol, sauf une femme qui tend son tablier à droite pour recueillir celle qui vient du ciel. En cela il est plus proche du texte, qui décrit la manne découverte le matin sur le sol par les Hébreux, sans dire explicitement qu’elle est tombée du ciel.

Autres représentations du thème de la Manne
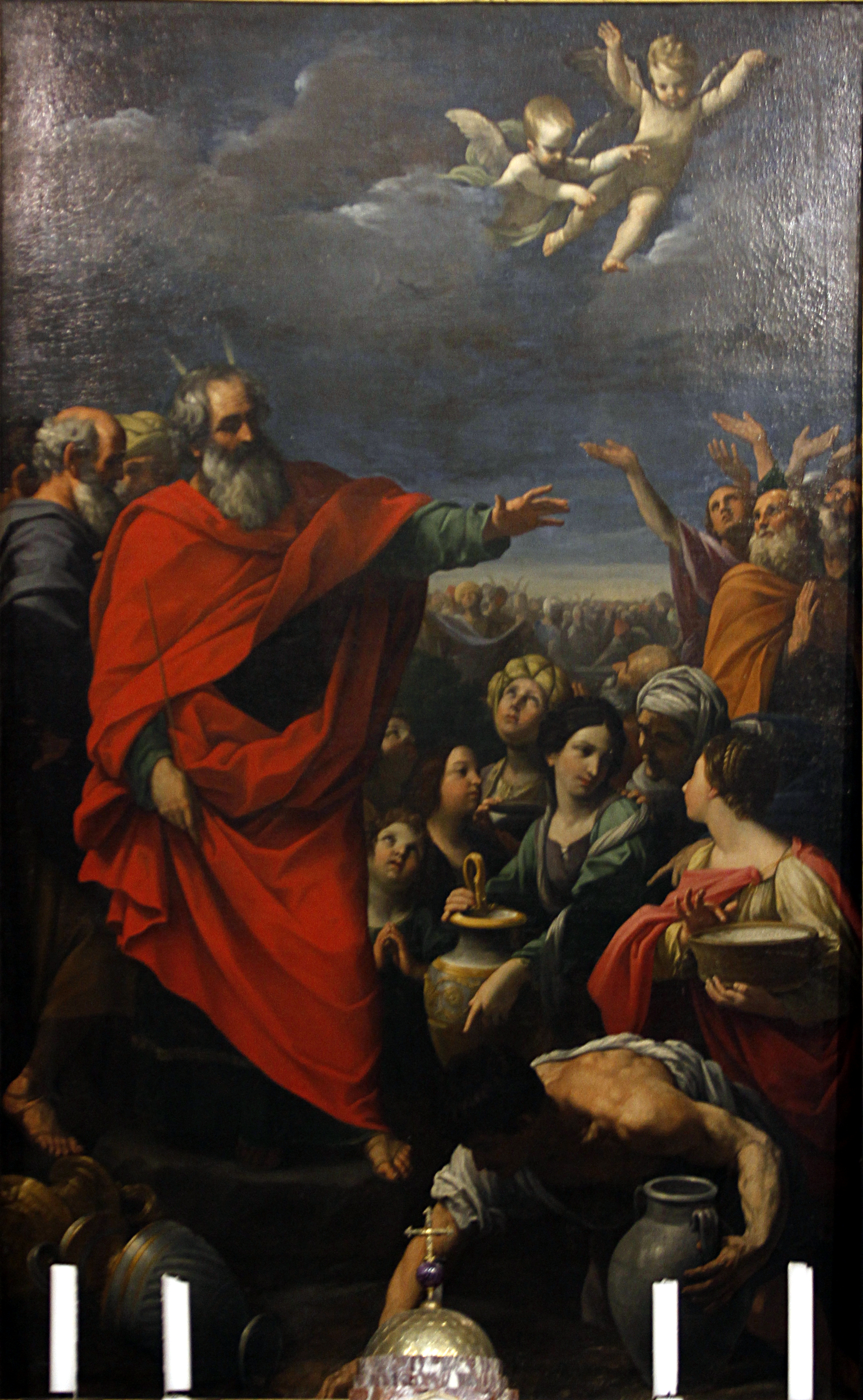
La Manne par Guido Reni, Cathédrale de Ravenne
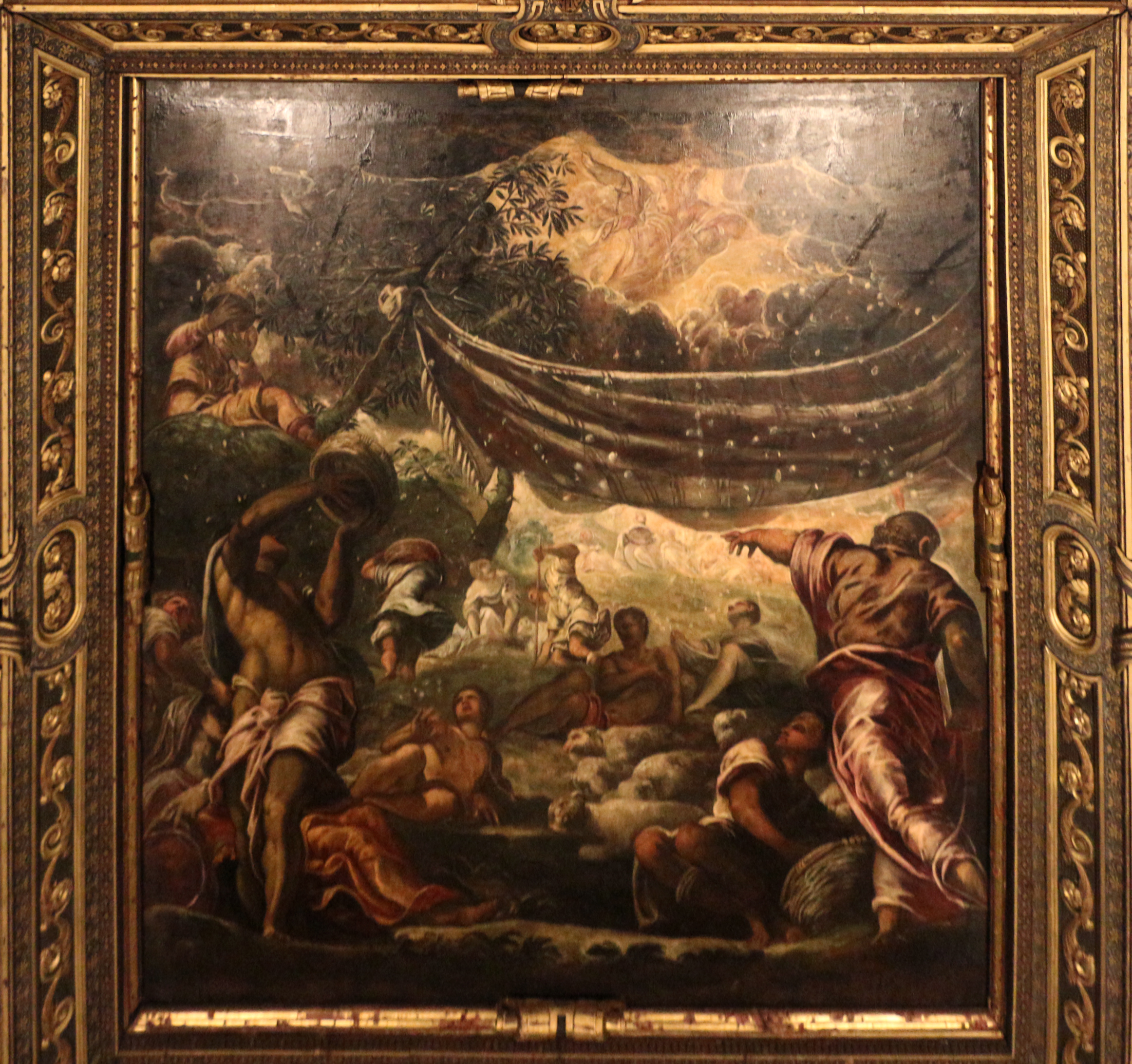
Tintoret, La chute de la Manne, Scuola Grande de San Rocco, Venise
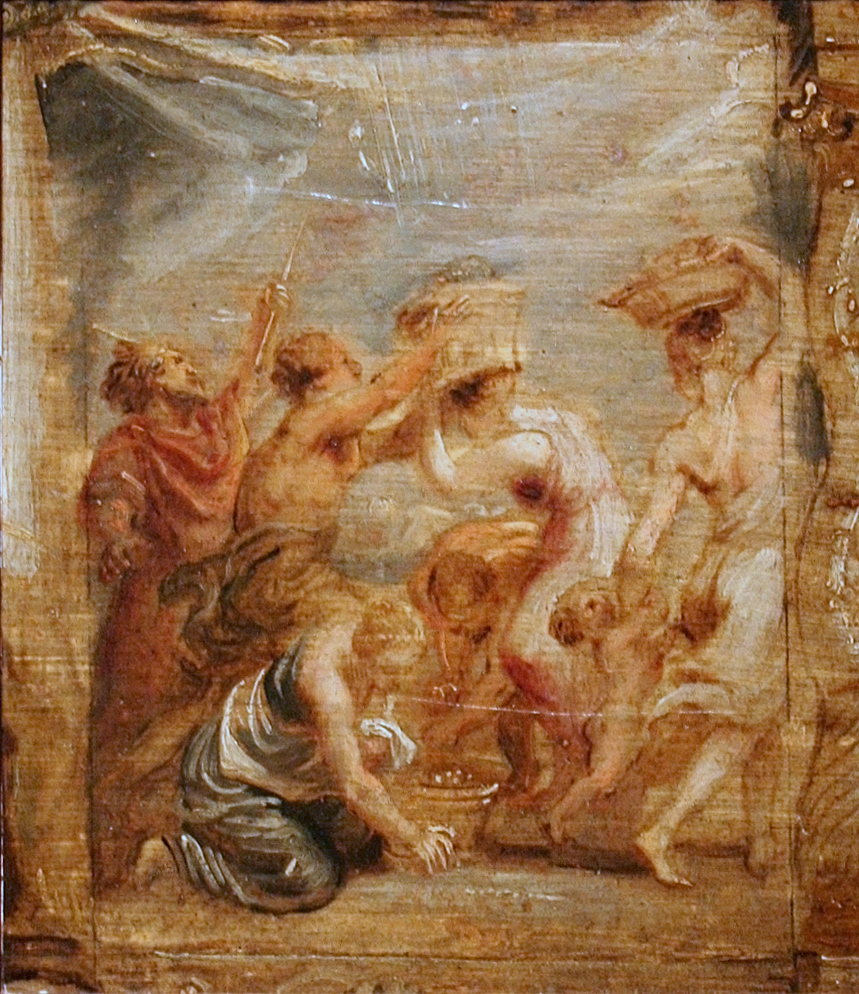
Rubens, Les Israélites recueillant la Manne, 1626-1628, musée Bonnat-Helleu, Bayonne